# Biljača (Bujanovac)
Biljača (em cirílico: Биљача) é uma vila da Sérvia localizada no município de Bujanovac, pertencente ao distrito de Pčinja, na região de Binačko Pomoravlje. A sua população era de 2036 habitantes segundo o censo de 2002.

## Demografia
| 1948 | 1953 | 1961 | 1971 | 1981 | 1991 | 2002 | 2011  |
| ---- | ---- | ---- | ---- | ---- | ---- | ---- | ----- |
| 1695 | 1773 | 1613 | 1881 | 2349 | 2534 | 2036 | [ 2 ] |